# 河村縄興
河村 縄興（かわむら つなおき）は、戦国時代の武将。甲斐武田氏家臣。

## 経歴・人物
はじめ武田信縄、のち信虎に仕える。信虎と油川信恵の家督争いでは河村重家が油川方に付いたのに対し、縄興は信虎方に付いた。大永2年（1522年）伊勢神宮御師幸福大夫宛てで書状を提出している。